# John Churchill, vévoda z Marlborough

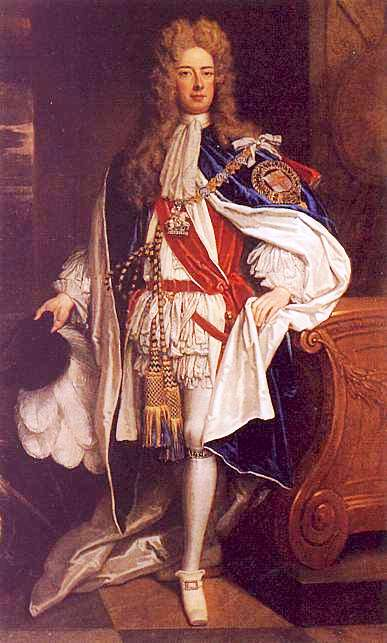
John Churchill, vévoda z Malborough, portrét od Knellera (1705)

John Churchill, 1. vévoda z Marlborough (anglicky John Churchill, 1st Duke of Marlborough, dříve česky též „Malbruk“, 26. května 1650 – 16. června 1722) byl anglický šlechtic a vojevůdce, který se proslavil za válek o španělské dědictví. Spolu s Evženem Savojským patřil k předním osobnostem koalice proti Francii, byl členem britské vlády, rytířem Podvazkového řádu a v roce 1702 získal titul vévody z Marlborough. Za zásluhy mu byl na státní náklady postaven zámek Blenheim Palace, který je dodnes majetkem jeho potomstva. Zemřel bez mužského potomstva a titul vévody později přešel na spřízněný rod Spencerů, který užívá jméno Spencer-Churchill. K jeho potomstvu patří mimo jiné Winston Churchill nebo princezna Diana.

## Mládí

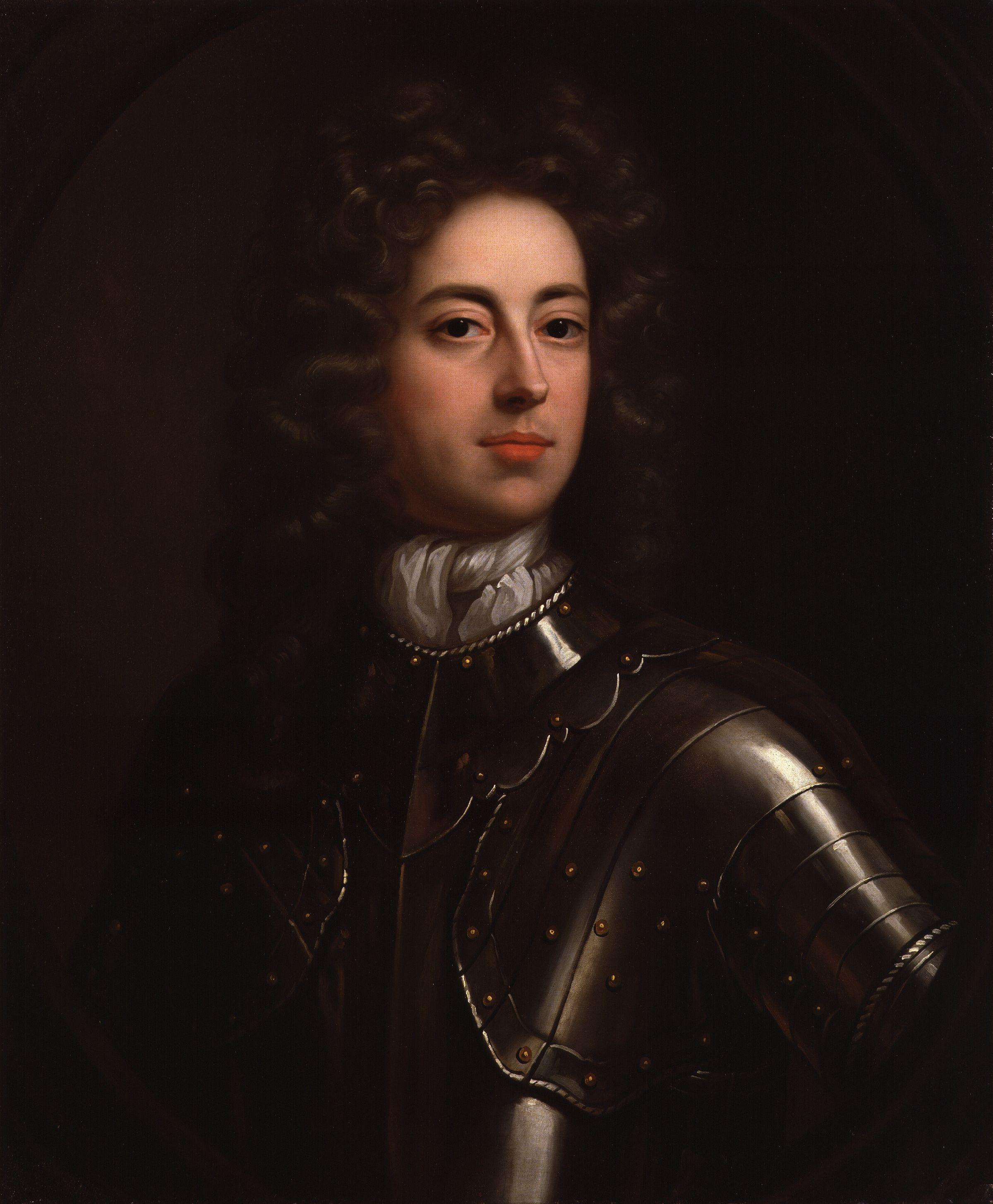
John Churchill, hrabě z Marlborough, 1685–1690

Pocházel ze starého, ale nepříliš bohatého šlechtického rodu, narodil se jako nejstarší syn Sira Winstona Churchilla (1620–1688), dlouholetého člena Dolní sněmovny. Od mládí působil u dvora vévody z Yorku, pozdějšího krále Jakuba II. Na vzestupu rodu se podílely jeho sestra Arabella a pozdější manželka Sarah Churchillová, vévodkyně z Marlborough (obě byly milenkami Jakuba II.). John byl v letech 1679–1682 poslancem parlamentu, v roce 1685 byl jmenován generálem a vyslancem v Paříži. V roce 1682 obdržel titul lorda platný pro Skotsko, v roce 1685 byl jmenován lordem v Anglii a vstoupil do Sněmovny lordů. Byl též guvernérem Společnosti Hudsonova zálivu (1685–1692) Po Slavné revoluci se přidal k Vilémovi Oranžskému, načež se stál královským komořím, členem Tajné rady a hrabětem z Marlborough (1689). V roce 1692 byl krátce vězněn kvůli podezření z jakobitismu. Později se mohl vrátit ke dvoru a stal se vychovatelem vévody z Gloucesteru (1698–1700). V letech 1698–1700 byl také nejvyšším štolbou království.

## Válka o španělské dědictví

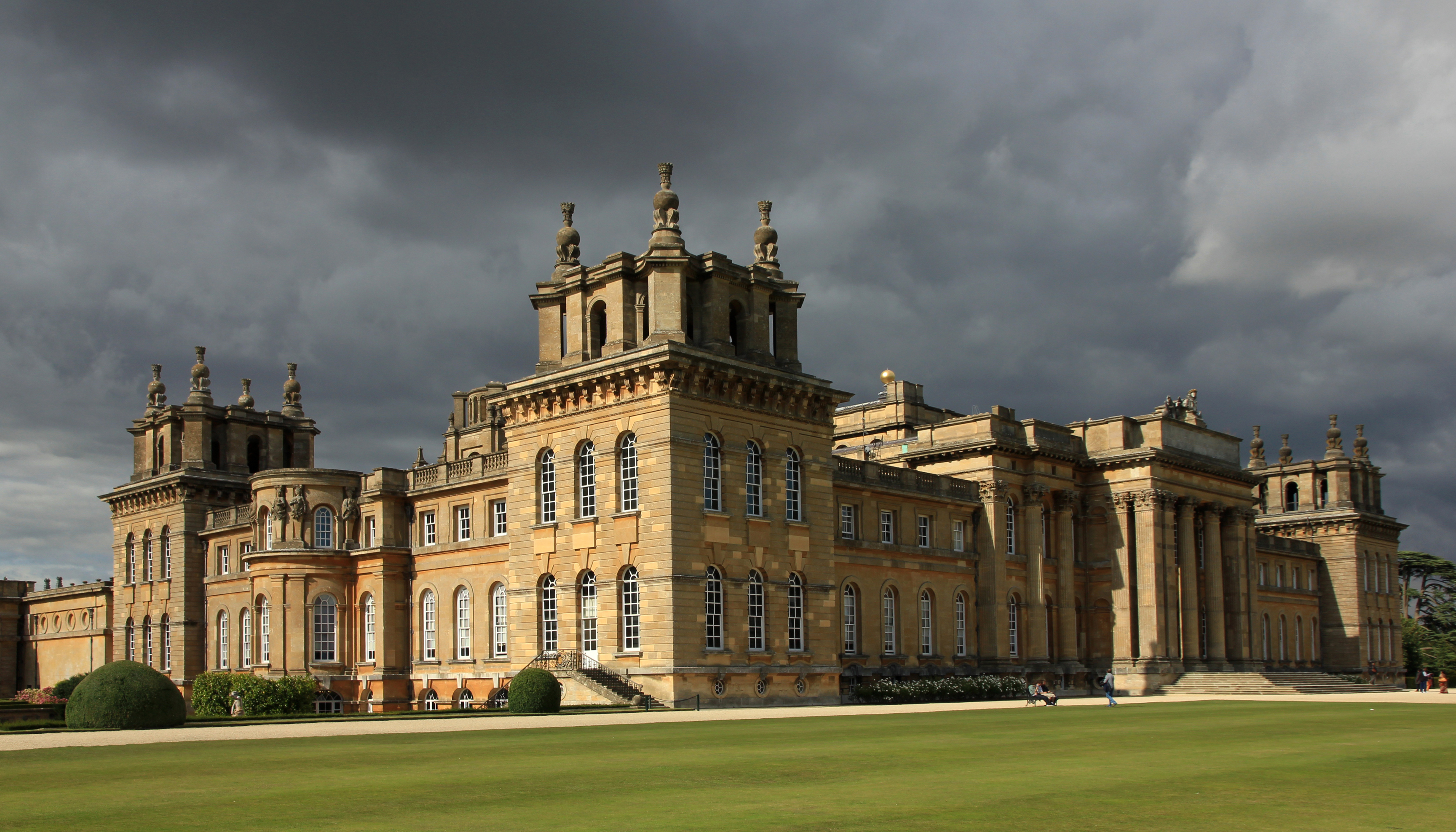
Zámek Blenheim Palace

V roce 1700 byl jmenován velitelem v Nizozemí, po smrti Viléma III. a nástupu královny Anny dosáhl vrcholu kariéry, částečně vlivem své manželky Sarah, která jako královnina dlouholetá přítelkyně a nejvyšší hofmistryně (Mistress of the Robes) měla značný podíl na moci. V roce 1702 byl John Churchill povýšen na vévodu z Marlborough a stal se členem Podvazkového řádu.
Ve válkách o dědictví španělské vedl anglická a holandská vojska na kontinentě. Dosáhl několika brilantních úspěchů jednak sám (bitva u Ramillies, překonání linie Non plus ultra), jednak společně se svým přítelem a velitelem habsburských jednotek, princem Evženem Savojským (bitva u Höchstädtu, bitva u Oudenaarde).
Poté, co byl roku 1709 raněn v bitvě u Malplaquet, rozšířila se ve Francii fáma o jeho smrti, která inspirovala vznik populární písně Marlbrough s'en va-t-en guerre (česky Malbruk na vojnu jede). Pierre-Augustin Caron de Beaumarchais melodii použil ve hře Figarova svatba, Ludwig van Beethoven ji citoval ve skladbě Wellingtonovo vítězství a v anglosaských zemích se zpívá na oslavách se slovy For He's a Jolly Good Fellow.
V letech 1702–1711 byl jako generální polní zbrojmistr (Master of the Ordnance) členem vlády, v roce 1705 byl mimořádným vyslancem ve Vídni a Berlíně. V letech 1705–1711 zastával post lorda-místodržitele v hrabství Oxfordshire, v roce 1705 získal říšský titul knížete z Mildenheimu. Bitva u Höchstadtu je v britské literatuře označována jako bitva u Blindheimu, od názvu této vesnice je odvozeno pojmenování rodového sídla Blenheim Palace, které bylo postaveno na náklady parlamentu a královny Anny. Velkolepý venkovský palác patří mezi největší soukromá sídla v Evropě. Je zapsáno na seznamu světového dědictví UNESCO.
Po pádu whigistické vlády svého přítele hraběte Godolphina a nástupu toryů ztratil vliv a pobýval v Belgii a Nizozemí, navštívil také své statky v Německu. Po smrti královny Anny převzal britský trůn Jiří I., který byl nakloněn whigům a vévoda z Marlborough slavil triumfální návrat do Londýna, kde opět získal vládní funkci generálního polního zbrojmistra (1714–1722). Po záchvatu mrtvice (1716) žil v ústraní na venkově. Zemřel na zámku Cranborne Lodge (Dorset), původně byl pohřben ve Westminsteru, ale na základě poslední vůle byly jeho ostatky v roce 1744 přeneseny do kaple Blenheimského zámku.

## Rodina
V roce 1677 se oženil se Sarah Jenningsovou (1660–1744), dvorní dámou princezny Anny. Jejich jediný syn John zemřel v mládí, dcery se provdaly do předních šlechtických rodů. Titul vévody z Marlborough přešel v roce 1733 na spřízněný rod Spencerů.
- Henrietta (1681–1733), manžel 1698 Francis Godolphin, 2. hrabě Godolphin (1678–1766), dvořan, lord strážce tajné pečeti 1735–1740
- Anna (1683–1716), manžel 1700 Charles Spencer, 3. hrabě ze Sunderlandu (1675–1722), první ministr 1718–1721
- John Churchill, markýz z Blandfordu (1686–1703)
- Alžběta (1687–1714), manžel 1703 Scroop Egerton, 1. vévoda z Bridgewateru (1681–1745), generál a dvořan
- Marie (1689–1751), manžel 1705 John Montagu, 2. vévoda z Montagu (1689–1749), generál a dvořan

Vévoda z Marlborough měl dva mladší bratry, kteří na jeho vzestupu profitovali po nástupu královny Anny na trůn. George Churchill (1653–1710) sloužil od mládí v námořnictvu a byl dlouholetým členem Dolní sněmovny. V roce 1702 byl jmenován admirálem a zúčastnil se války o španělské dědictví. Charles Churchill (1656–1714) byl vojákem, v roce 1702 dosáhl hodnosti generálporučíka a guvernéra v Toweru, taktéž bojoval ve válce o španělské dědictví a mimo jiné byl velitelem v Bruselu.